# Louis Leblanc de Prébois
Louis Leblanc de Prébois est un homme politique français né le 2 novembre 1804 à Yverdon (Suisse) et décédé le 21 février 1875 à Paris.
Issu d'une famille de noblesse militaire du Dauphiné, il entre à l'école militaire de Saint-Cyr en 1822. Officier d'état-major, il participe à l'expédition d'Alger en 1830 et reste en Afrique jusqu'en 1843. Il est député de l'Algérie française de 1848 à 1849, siégeant avec les républicains modérés.

## Sources
- « Dictionnaire des parlementaires français de 1789 à 1889 », A.Robert, G.Cougny